# Демократический союз турок Румынии
Демократический союз турок Румынии (рум. Uniunea Democrată Turcă din România, UDTR; тур. Romanya Demokrat Türk Birliği, RDTB) — политическая партия этнического меньшинства в Румынии, представляющая турецкую общину.

## История
Партия была создана в 1990 году как отделение от Турецко-мусульманского демократического союза Румынии (который впоследствии стал организацией исключительно для румынских татар) и первоначально называлась Союзом этнических турецких меньшинств Румынии (Uniunea Minoritară Etnică Turcă din România, UMETR). На всеобщих выборах 1992 года партия получила всего 2572 голоса (0,02%), но получила одно место в Палате депутатов в соответствии с законом о выборах, который позволяет политическим партиям, представляющим группы этнических меньшинств, освобождаться от избирательного барьера. В декабре 1993 года он принял своё нынешнее название и с тех пор выигрывал места на всех выборах. Партия также имеет представительство в Совете графства Констанца.

## Логотип
Логотип Демократического союза турок Румынии представляет собой земной шар, являющийся символом турецкой национальности (полумесяц и звезда), обрамлённый внизу двумя оливковыми ветвями, символизирующими мир. В основании земного шара находится название Демократического союза турок Румынии, обрамлённое румынским триколором, символизирующее поддержку, которую румынское государство оказывает турецкой этнической группе для сохранения духовно-культурно-религиозной идентичности.

## Политика
Основной целью партии является защита и продвижение этнокультурной, языковой и религиозной идентичности её членов:
- защита этнической идентичности, прежде всего языка, литературы, музыки, религии, традиций и материальных ценностей;
- защита собственных поселений и культурных мест;
- сохранение исторических и архитектурных памятников и памятников, отражающих прошлое и устойчивость;
- свободное выражение исламской религиозной веры;
- развитие системы социальной защиты и развитие программ социальной помощи ее участников;
- культивирование и развитие традиционных румыно-турецких отношений дружбы;
- продвижение имиджа турок с румынским гражданством за границей.

## Избирательная история
| Выборы | Палата депутатов | Палата депутатов | Палата депутатов | Сенат         | Сенат | Сенат |
| Выборы | Голоса           | %                | Места            | Голоса        | %     | Места |
| ------ | ---------------- | ---------------- | ---------------- | ------------- | ----- | ----- |
| 1990   | –                | –                | 1                | Hogea Amat    | –     | –     |
| 1992   | 2,572            | 0.02             | 1                | Ruşid Fevzie  |       |       |
| 1996   | 4,326            | 0.04             | 1                | Osman Fedbi   | –     | –     |
| 2000   | 6,675            | 0.05             | 1                | Metin Cerchez | –     | –     |
| 2004   | 7,715            | 0.08             | 1                | Iusein Ibram  |       |       |
| 2008   | 9,481            | 0.13             | 1                | Iusein Ibram  | –     | –     |
| 2012   | 7,324            | 0.10             | 1                | Iusein Ibram  | –     | –     |
| 2016   | 7,324            | 0.10             | 1                | Iusein Ibram  | –     | –     |

## Представители партии
| Период    | Президент      |
| --------- | -------------- |
| 1990–1991 | Sheriff Ziadin |
| 1991–1994 | Talip Revan    |
| 1994–1997 | Fedbi Osman    |
| 1997–2001 | Balgi Ruhan    |
| 2001      | Asan Murat     |
| 2001      | Iusein Ibram   |
| 2001–2004 | Ibram Nuredin  |
| 2004–     | Fedbi Osman    |